# Wiesbüttgraben
Der Wiesbüttgraben ist ein linker, periodischer Zufluss des Aubaches im Landkreis Aschaffenburg im bayerischen Spessart. In Karten ist der Wiesbüttgraben oft als Oberlauf bzw. Quellbach des Aubaches eingezeichnet.

## Geographie

### Verlauf

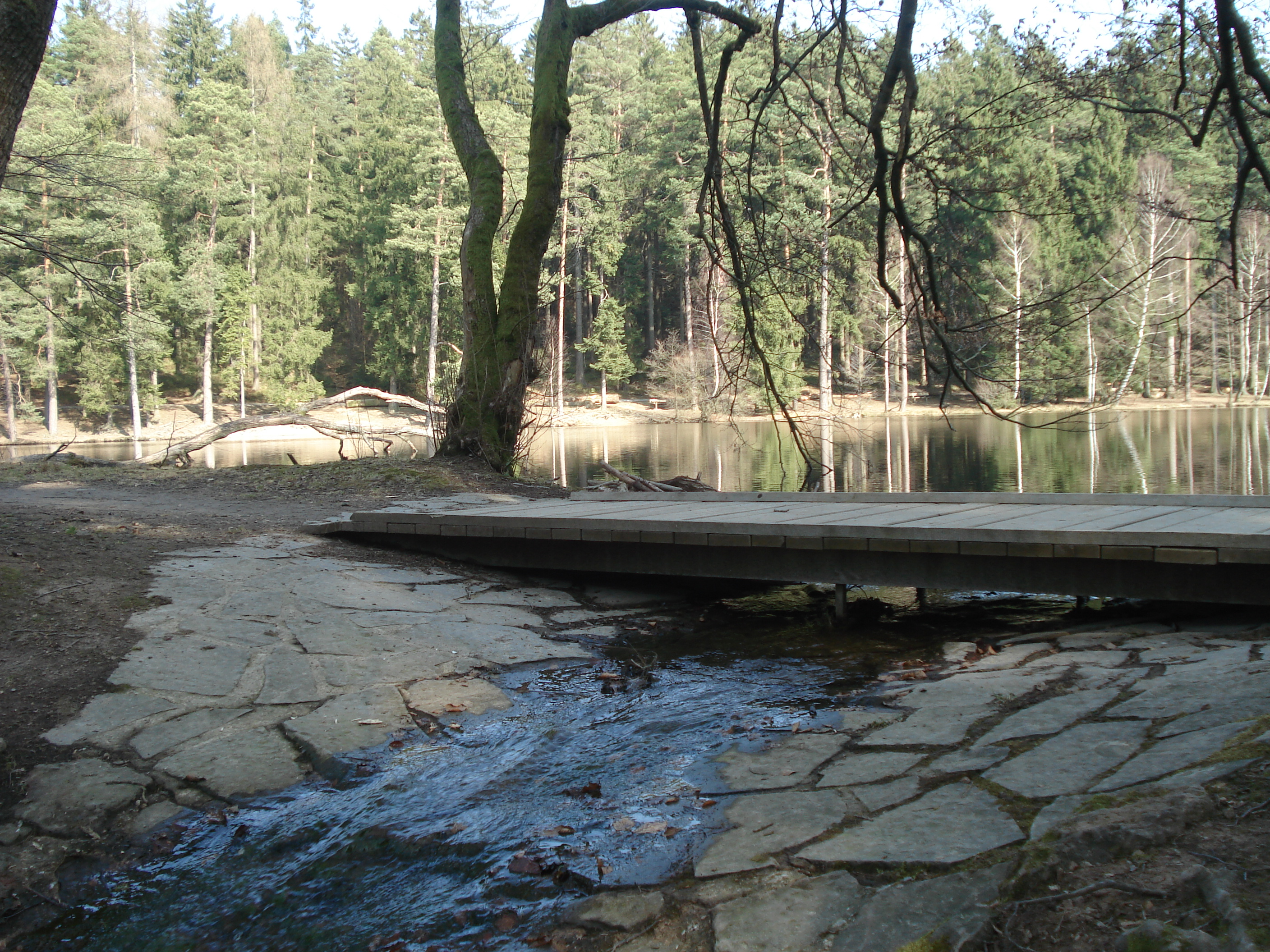
Der Wiesbüttgraben entspringt dem Wiesbüttsee

Der Wiesbüttgraben entspringt  auf einer Höhe von 436 m ü. NHN dem Wiesbüttsee, einem Hochmoor im Spessart.
Der Bach fließt zunächst ohne festes Bachbett in natürlichem Zustand nach Nordwesten. Ab einem Parkplatz an der Spessart-Höhenstraße, zwischen den Ausläufern des Greifenberges und der Erkelshöhe, ist der Wiesbüttgraben stark begradigt. Er knickt nach Südwesten ab und verläuft entlang eines Weges nach Wiesen. 
Dort mündet er schließlich auf einer Höhe von 396 m ü. NHN von links in den Aubach.
Der etwa 2,4 km lange Lauf des Wiesbüttgrabens endet ungefähr 40 Höhenmeter unterhalb seiner Quelle, er hat somit ein mittleres Sohlgefälle von circa 17 ‰.

### Flusssystem Lohr
- Fließgewässer im Flusssystem Lohr